# Pizzo Tre Vescovi
Il Pizzo Tre vescovi è una montagna facente parte del gruppo appenninico dei monti Sibillini, nell'Appennino umbro-marchigiano.

## Morfologia
La cima è alta 2092 m e si raggiunge in meno di un'ora dalla Forcella del Fargno, 1811 m, dove è sito il rifugio omonimo, che proprio dalla sella prende il nome.
Il Monte è delimitato ad ovest dalla Val di Panico, ad est dalla Val d'Ambro, a nord dalla Valle del Fargno e dall'omonima forcella, che lo divide dai pendii di Monte Rotondo e a sud dalla Forcella Angagnola (1890 m), che segna il confine tra la cresta del Pizzo Tre Vescovi e quella del Pizzo Berro.
I versanti della montagna sono occupati quasi interamente da pascoli d'alta quota, con vegetazione erbacea tipicamente appenninica. La cima è caratterizzata da una corona rocciosa di calcare grigio, e si trova esattamente nel punto di confine di tre comuni: Montefortino, Bolognola e Ussita. Fino al 1984 questi comuni appartenevano a tre diverse diocesi vescovili (rispettivamente Fermo, Camerino e Norcia), da cui il nome della montagna. Attualmente sia Bolognola che Ussita ricadono nel territorio della diocesi di Camerino.

## Sentieri escursionistici
I versanti di Pizzo Tre Vescovi sono percorsi da numerosi sentieri facilmente accessibili dal Rifugio del Fargno, posto proprio ai piedi della falda settentrionale:
- sentiero della Val di Panico
- sentiero per la Forcella del Fargno e strada per la Pintura di Bolognola
- sentiero per Casali di Ussita
- cresta meridionale per la forcella Angagnòla (per il Pizzo Berro o la valle dell'Ambro)
- cresta orientale per la Pescolletta o la forcella Bassete (verso Castel Manardo e Campolungo)

## Curiosità
Il nome del massiccio francese dei Trois-Évêchés (nelle Alpi di Provenza) reca un significato analogo a quello di Pizzo Tre Vescovi: traducibile infatti come "i Tre Vescovadi", anche il toponimo della catena francese indica il punto di confine di tre diocesi.

## Galleria d'immagini

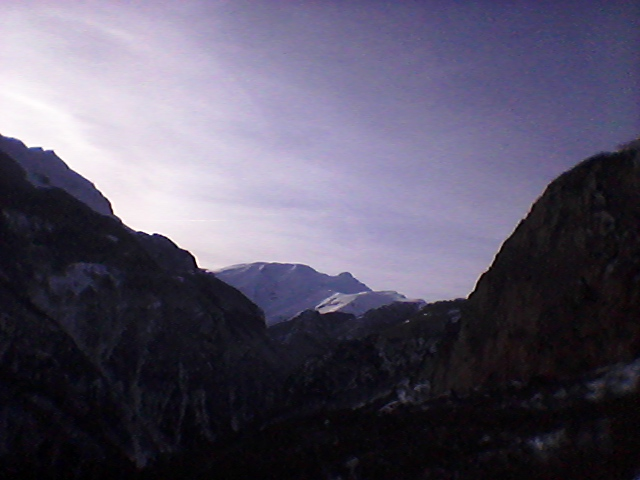
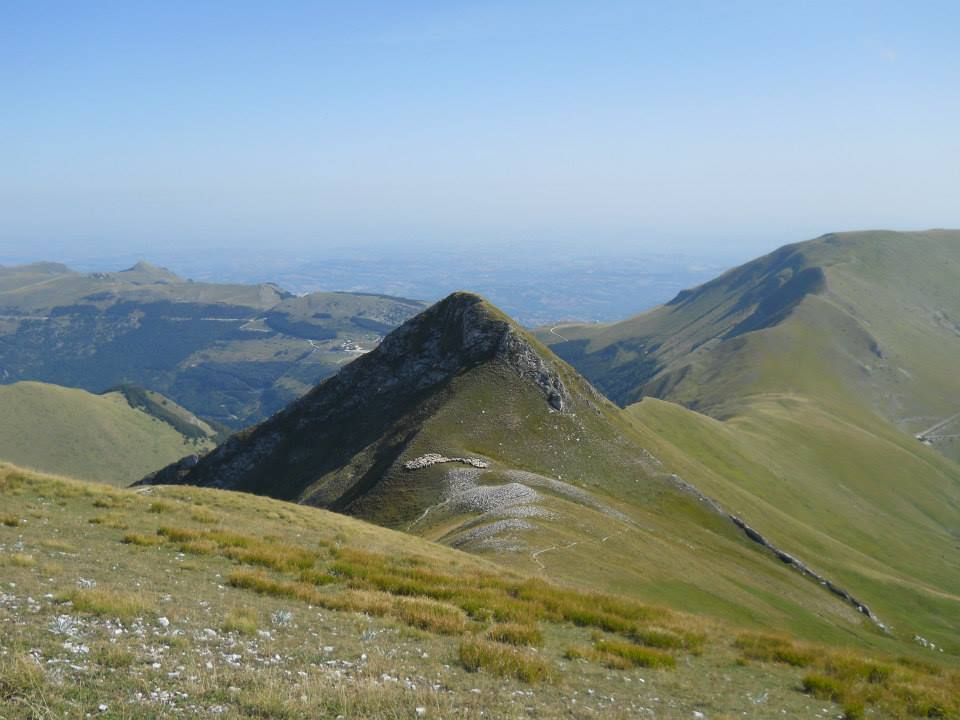
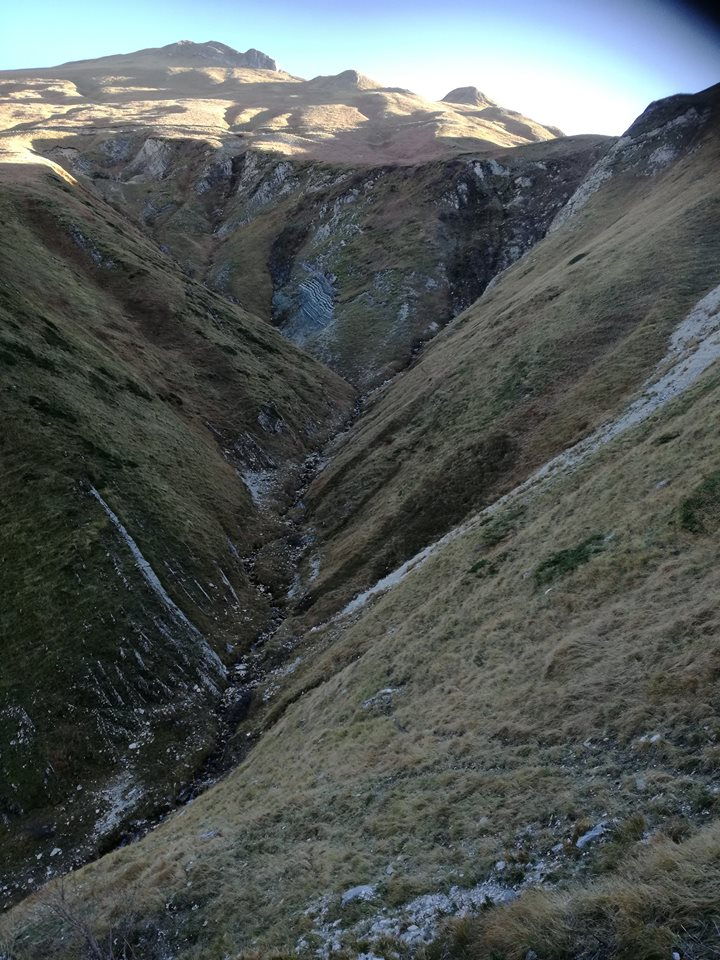